# Triomäßiges Orgelspiel
Das triomäßige Orgelspiel ist eine Spielweise, bei der mehrere Klangfarben der Orgel gleichzeitig genutzt werden, d. h. zwei Manuale (Klaviatur) und das Pedal. Dadurch entsteht die Möglichkeit, eine Stimme, in aller Regel eine Melodiestimme, besonders hervorzuheben. Diese Spielweise ist daher besonders bei Choralbegleitung, choralgebundener Literatur sowie Cantus-firmus-geprägten Improvisationen möglich bzw. vorgegeben.

## Begriffsklärung
Der Begriff „trio-…“ ist etwas irreführend und unscharf, da er die faktische Benutzung von drei Teilwerken der Orgel beschreibt. Obgleich tatsächliche drei Teilwerke benutzt werden, haben das Pedalwerk (falls nicht Melodiestimme) und das begleitende der beiden Manualwerke vom Grundsatz her eine gleiche untergeordnete klangliche Bedeutung und sind in der Regel auch gleichermaßen zurückhaltend registriert. Grundlage für diese Zählung ist aber die Tatsache, dass auch das Spiel auf einem Manual zusammen mit dem Pedalwerk immer schon „duo-mäßiges“ Orgelspiel ist. Das Spielen auf zwei Manualen und Pedal ist somit „triomäßig“.
Ferner ist kein Rückschluss darauf zu ziehen, dass triomäßiges Orgelspiel automatisch auch nur Dreistimmigkeit bedeutet. Lediglich die klanglich hervorgehobene Melodiestimme sowie die auf dem Pedal gespielte Bassstimme sind in aller Regel einstimmig, auf dem „Begleitmanual“ hingegen wird meist mehrstimmig gespielt. Wird eine Melodiestimme z. B. im Sopran hervorgehoben, so werden auf dem Begleitmanual bei einem vierstimmigen Choralsatz folglich die Alt- und Tenorstimme gespielt.
Da somit nur die gleichzeitige Benutzung von drei Teilwerken der Orgel, nicht aber eine zwangsläufige Dreistimmigkeit umschrieben wird, ist eigentlich nur der Begriff „triomäßiges Orgelspiel“ vollkommen korrekt, wohingegen der synonym verwendete Begriff „Triospiel“ fälschlich eine Dreistimmigkeit suggeriert.
Synonym werden außerdem „obligates Orgelspiel“ und „triomäßiges Orgelspiel“ benutzt, meist um zu beschreiben, dass bei einer Choralbegleitung die Melodiestimme hervorgehoben ist. Eine andere begriffliche Ungenauigkeit ergibt sich somit dann, wenn die Melodiestimme, die theoretisch in allen Stimmen liegen kann und darf, in der Bassstimme liegt. Alle anderen Begleitstimmen müssen dann nicht mehr zwangsläufig auf mehreren Manualen gespielt werden. (Ein entsprechendes Beispiel für diese Stimmverteilung aus der Literatur ist die Choralbearbeitung „Vom Himmel hoch“ von Johann Pachelbel: Die beiden Oberstimmen können und sollten auf zwei Manualen gespielt werden, müssen es aber nicht.) Eine Choralbegleitung mit im Bass hervorgehobener Melodiestimme ist in jedem Fall „obligates Orgelspiel“, es ist im engsten Sinne aber nicht mehr triomäßiges Orgelspiel, wenn die Oberstimmen nur auf einem Manual gespielt werden.
Eine ähnliche Grauzone ergibt sich, wenn z. B. bei einer Choralbegleitung die Melodiestimme im Tenor liegt: In aller Regel wird diese dann auf einem extra Manual hervorgehoben. Bei bestimmten Registrierungen tritt sie aber auch gut hervor, wenn nur auf einem Manual gespielt wird. Den Stimmsatz und den Fingersatz betreffend spielt man in diesem Fall quasi triomäßig, faktisch aber nicht, da nur zwei Teilwerke, nämlich ein Manualwerk und das Pedalwerk benutzt werden.
Der Begriff „triomäßiges Spiel“ bzw. „Triospiel“ wird vor allem als Begrifflichkeit bzw. Anweisung dafür benutzt, wenn die gottesdienstliche (zudem meist frei gespielte) Choralbegleitung auf genau diese Art ausgeführt wird. Faktisch bzw. satztechnisch unterscheiden sich komponierte Choralbearbeitungen nicht davon, dennoch spricht man hier weniger von „triomäßiger“ Choralbearbeitung. Es sind dann eher Vorgaben wie „2 Clav & Ped.“ oder „hervorgehoben“ abgedruckt.
Das triomäßige Orgelspiel ist nicht mit dem Spiel von Orgeltrios, z. B. Triosonaten von Johann Sebastian Bach, zu verwechseln und unterscheidet sich davon grundlegend. Diese Stücke bestehen aus grundsätzlich nur genau drei Stimmen, die eine mehr oder weniger gleichberechtigte Bedeutung haben. Dementsprechend muss auch grundlegend anders registriert werden, da sich die Stimmen zwar unterscheiden müssen, dennoch keine der Stimme besonders hervorgehoben sein darf.

## Stimmenverteilung und Registrierung
Choralgebundene Orgelwerke, die eine „triomäßige“ Verteilung der Stimmen verlangen, sind in großem Ausmaß zur Barockzeit geschrieben wurden. In dieser Epoche war es außer in Frankreich nicht üblich, Registrierungsangaben zu machen, die zudem wegen der Unterschiedlichkeit der Orgeln immer nur beispielhaft sein konnten. Eine sinnvolle Registrierung muss daraus abgeleitet werden, in welcher Stimme sich die Melodie befindet, und daraus, welchen Charakter das Stück hat.
Letztlich nicht anders verhält es sich bei triomäßigen Choralbegleitungen im Gottesdienst.

### Melodiestimme
- Melodie im Sopran: Je nach Charakter eignen sich verschiedene Register bzw. Registrierungen (Trompete o.a. Zungenstimmen, Kornett, Sesquialtera oder einzelne Aliquoten mit Grundstimmen als „Unterbau“, ggf. sogar Mixturen).[7]
- Melodie im Alt: diese Stimmverteilung kommt (mit „normaler“ Stimmverteilung, also mit Bassstimme im Pedal) nur sehr selten vor, da die Sopranstimme auf dem Begleitmanual stets höher, die Tenorstimme stets tiefer liegen müsste, was bei fehlerfreier Stimmführung kaum zu greifen ist.
- Melodie im Tenor: im Grundsatz wie zuvor, Sesquialtera und Aliqouten sind gegebenenfalls nicht geeignet, falls die Stimme sehr tief liegt und sich störende Spaltklänge ergeben. Dies lässt sich durch eine lückenlose Registrierung vermeiden, etwa 8' + 4' + 2⅔' + 2' + 1⅗'.
- Melodie im Bass: In der Regel nur Zungen in 16′- oder 8′-Lage. Theoretisch können – wenn vorhanden – auch höhere Labialregister (4′, 2′, 1′) oder Pedalmixturen (Rauschpfeife, Glockenton etc.) benutzt werden. Das bietet sich aber nur bei „hoch registrierten“ Begleitstimmen in den Manualwerken an, damit das Pedalwerk real nicht höher als die Manualwerke klingt.
- Sonderform: Die Melodiestimme wird mit dem Pedal gespielt, z. B. mit einer Trompete 8′ oder 4′, wobei das Pedalwerk aber nicht als „Basswerk“ registriert wird. Ein 16′-Register wird nicht verwendet, gegebenenfalls nicht einmal ein 8′-Register. Die Fußtonlage des „tiefsten“ verwendeten Registers hängt davon ab, in welcher Stimme sich die Melodiestimme befindet. Angemessen kann diese Variante meist nur an etwas größeren Orgeln umgesetzt werden, wenn sich im Pedalwerk entsprechend hohe Register befinden, gleichzeitig in einem der Manualwerke ein 16′-Register. Die Melodie kann bei dieser Variante theoretisch in fast allen Stimmen liegen, nur nicht im Bass, der mit der linken Hand auf einem Manual gespielt wird. Sehr häufig kommt diese Variante zum Einsatz, wenn die Melodie im Alt liegt, da sich dieser Fall spieltechnisch sonst kaum umsetzen lässt.
- Sonderform Kanon: Die Choralmelodie kann in der Gestalt eines Kanons auch in zwei Stimmen erscheinen, in aller Regel dann in Sopran und Bass, wie zum Beispiel im Choralvorspiel „Erschienen ist der herrlich Tag“ aus dem Orgelbüchlein von Johann Sebastian Bach[8] oder in der Choralbearbeitung „In dulci jubilo“ von Johann Gottfried Walther. Beide Stimmen müssen entsprechend hervorgehoben registriert werden. Diese Form ist frei und improvisiert kaum fehlerfrei durchführbar, kommt daher nur in der Orgelliteratur vor. Sie zählt im engsten Sinne damit auch nicht zum triomäßigen Orgelspiel im Sinne der Choralbegleitung und wäre zudem durch die „Doppelmelodie“ auch ungeeignet dafür. Bei freien, improvisierten Choralvorspielen ist es aber durchaus machbar, diese der Kanonform anzunähern, indem nur der Choralanfang oder der Anfang jeder Choralzeile mit zwei hervorgehoben registrierten Teilwerken zitiert wird. Im weiteren Sinne haben solche Stücke dennoch einen "nur" triohaften Charakter, da die Bassstimme und eine der Melodiestimmen identisch sind.

### Begleitstimmen
Die Registrierung der Begleitstimmen hängt neben der zu erzielenden Klangvorstellung auch davon ab, in welcher Stimme sich die Melodie befindet:
- Melodie im Sopran: Das Pedalwerk ist leise registriert (in der Regel labiale 16′- und 8′-Register), die Begleitstimmen (Alt und Tenor) werden mit der linken Hand auf einem „leisen Manual“ (in der Regel labiale 8′- und 4′-Register, oft teilweise oder ganz aus dem Weitchor) gespielt. Abhängig von der gewählten „Melodie-Registrierung“ kann auch eine Begleitung mit einem einzelnen stärkeren 8′-Register machbar sein.
- Melodie im Tenor: Es ergeben sich mehrere Möglichkeiten. Haben die begleitenden Oberstimmen nur eine ruhige, lediglich den gesamten Orgelsatz zur Vierstimmigkeit ergänzende Gestalt, sind diese eher leise registriert, z. B. ebenfalls nur ein 8′- und 4′-Register. Die beiden Oberstimmen bilden zusammen mit dem Bass und der Melodie im Tenor letztlich nur die Akkorde, müssen in ihrem eigenen Stimmverlauf aber nicht herauszuhören sein. Haben die Begleitstimmen hingegen einen eigenständigen Stimmverlauf, dürfen sie zwar nicht prägnanter als die Melodie sein, müssen dennoch auch eigenständig zu hören sein. Sie werden zum Beispiel bis zur 2′-Lage oder sogar noch höher registriert (Beispiel aus der Orgelliteratur, zumindest die Oberstimme betreffend: Choralvorspiel „Fröhlich soll mein Herze springen“ von Helmut Walcha).

Aber auch die cantus-firmus-Registrierung ist ausschlaggebend für die Registerwahl der Begleitstimmen. Wird die Melodie zum Beispiel nur mit Labial- oder Zungenregister in 8′-Lage gespielt, so klingt alleine schon die 8′-Lage der Begleitstimmen in Alt und Sopran höher als die Melodiestimme. Mit jedem zusätzlichen höheren Register in der Melodiestimme können sich (real klingend) aber Stimmkreuzungen ergeben, sofern die Begleitstimmen nicht auch mindestens in gleichem Maß höher registriert werden. Inwieweit die Stimmkreuzungen als solche wahrgenommen werden, hängt davon ab, wie weit die Register für die Melodiestimme zu einem Gesamtklang verschmelzen.
Lediglich bei der Melodie im Tenor bietet es sich an, ein „echtes“ Trio zu spielen, die rechte Hand spielt nur noch einstimmig auf einem zweiten Manual. Eine solch bewegte, figurierte Oberstimme kann und muss in ihrer klanglichen Präsenz fast der Melodiestimme nahekommen (z. B. Melodiestimme mit Trompete 8′, die Oberstimme wird z. B. mit einem Aliquotregister registriert oder mit einer engen, leiseren Zungenstimme gespielt).

## Satztechnische Besonderheiten
Ein großer Unterschied ergibt sich bezüglich der Frage, ob die Melodie im Sopran oder in einer anderen Stimme liegt. Nur bei Melodielage im Sopran handelt es sich – wenngleich auch triomäßig gespielt – um einen „normalen“ Choralsatz. Liegt die Melodie in einer anderen Stimme, ist alleine dieses schon einmal ein grundlegender satztechnischer Unterschied. Für die restlichen Begleitstimmen (und gegebenenfalls die Bassstimme) gelten dann die üblichen Stimmführungsregeln (Verbot von Oktav- und Quintparallelen, keine Durterz-Verdopplung etc.).
Eine Besonderheit ist bei der Melodielage im Bass zu beachten: Beginnt die Melodie oder eine spätere Choralzeile nicht mit dem Grundton (z. B. beim Choral „Gott ist gegenwärtig“ mit der Terz, beim Choral „Lobt Gott, den Herrn, ihr Heiden all“ mit der Quinte) würden sich bei der Harmonisation mit der Tonika ein Sextakkord oder sogar ein Quartsextakkord ergeben. Der Sextakkord klingt etwas ungewöhnlich, kann aber gewählt werden. Als Alternative würde sich zumal (auf einen Dur-Choral bezogen) als Anfangsakkord in Grundlage der Parallelakkord der Dominante ergeben, also z. B. bei einem F-Dur-Choral a-moll.
Vermieden werden sollte hingegen der Quartsextakkord. Dieser ist jedoch auch leichter zu umgehen, da sich als Anfangsakkord in Grundstellung einfach die Dominante anbietet. Die erste Harmonie z. B. in einem F-Dur-Choral mit Melodiestimme im Bass wäre also C-Dur.

## Interpretatorische Besonderheiten
Das triomäßige Spiel wird oft als besonders feierliche Spielweise empfunden, da es zwar im Vergleich zu einer Plenum-Registrierung relativ transparent und durchsichtig ist, dennoch aber durch die Soloregistrierung, die den Cantus firmus unterstreicht, besonders betont wirkt.
Das ergibt sich musikalisch daraus, dass die verschiedenen Stimmen gänzlich unterschiedlich interpretiert werden können und diese Unterschiedlichkeit besonders beim triomäßigen Spiel gut zur Geltung kommt: Während die Melodie besonders gebunden, kantabel und (analog der menschlichen Atmung) agogisch ausgeführt werden kann, können die Begleitstimmen z. B. eher non legato und rhythmisch prägnant geführt werden.